# Matucana oreodoxa
Matucana oreodoxa ist eine Pflanzenart in der Gattung Matucana aus der Familie der Kakteengewächse (Cactaceae). Das Artepitheton oreodoxa leitet sich von den griechischen Worten oreios für ‚die Berge betreffend‘ sowie doxa für ‚schön‘ ab und verweist auf die attraktiven Blüten und das hochgelegenen Vorkommen der Art.

## Beschreibung
Matucana oreodoxa wächst meist einzeln mit kugelförmigen, grasgrünen bis dunkelgrünen Trieben und erreicht Durchmesser von bis zu 8 Zentimeter. Es wird eine Pfahlwurzel ausgebildet. Es sind sieben bis zwölf abgeflachte Rippen vorhanden, die in runde Höcker gegliedert sind. Die gerade bis etwas gebogenen, biegsamen, bräunlichen Dornen vergrauen im Alter. Die ein bis zwei Mitteldornen sind 1,5 bis 4 Zentimeter, die vier bis zehn Randdornen 1 bis 3 Zentimeter lang.
Die schlank trichterförmigen, radiärsymmetrischen, orangeroten Blüten sind 4 bis 6 Zentimeter lang und weisen einen Durchmesser von bis zu 3 Zentimeter auf. Die eiförmigen, hellgrünen Früchte erreichen einen Durchmesser von bis zu 8 Millimeter.

## Verbreitung, Systematik und Gefährdung
Matucana oreodoxa ist in der peruanischen Region Ancash im Tal des Río Puchca in Höhenlagen von etwa 3000 Metern verbreitet.
Die Erstbeschreibung als Eomatucana oreodoxa erfolgte 1965 durch Friedrich Ritter. Rudolf Slaba stellte die Art 1973 in die Gattung Matucana. Ein weiteres nomenklatorisches Synonym  ist Borzicactus oreodoxus (F.Ritter) Donald (1971).
In der Roten Liste gefährdeter Arten der IUCN wird die Art als „Vulnerable (VU)“, d. h. als gefährdet geführt.

## Nachweise